# Base aérienne de Manas
La Base aérienne de Manas (ou Centre de transit par Manas : (en) : Transit Center at Manas), anciennement Base aérienne de Manas était une base militaire des États-Unis, située au sein de l'aéroport international de Manas, qui est le principal aéroport du Kirghizistan, à 25 km de la capitale (Bichkek).

## Ouverture en décembre 2001

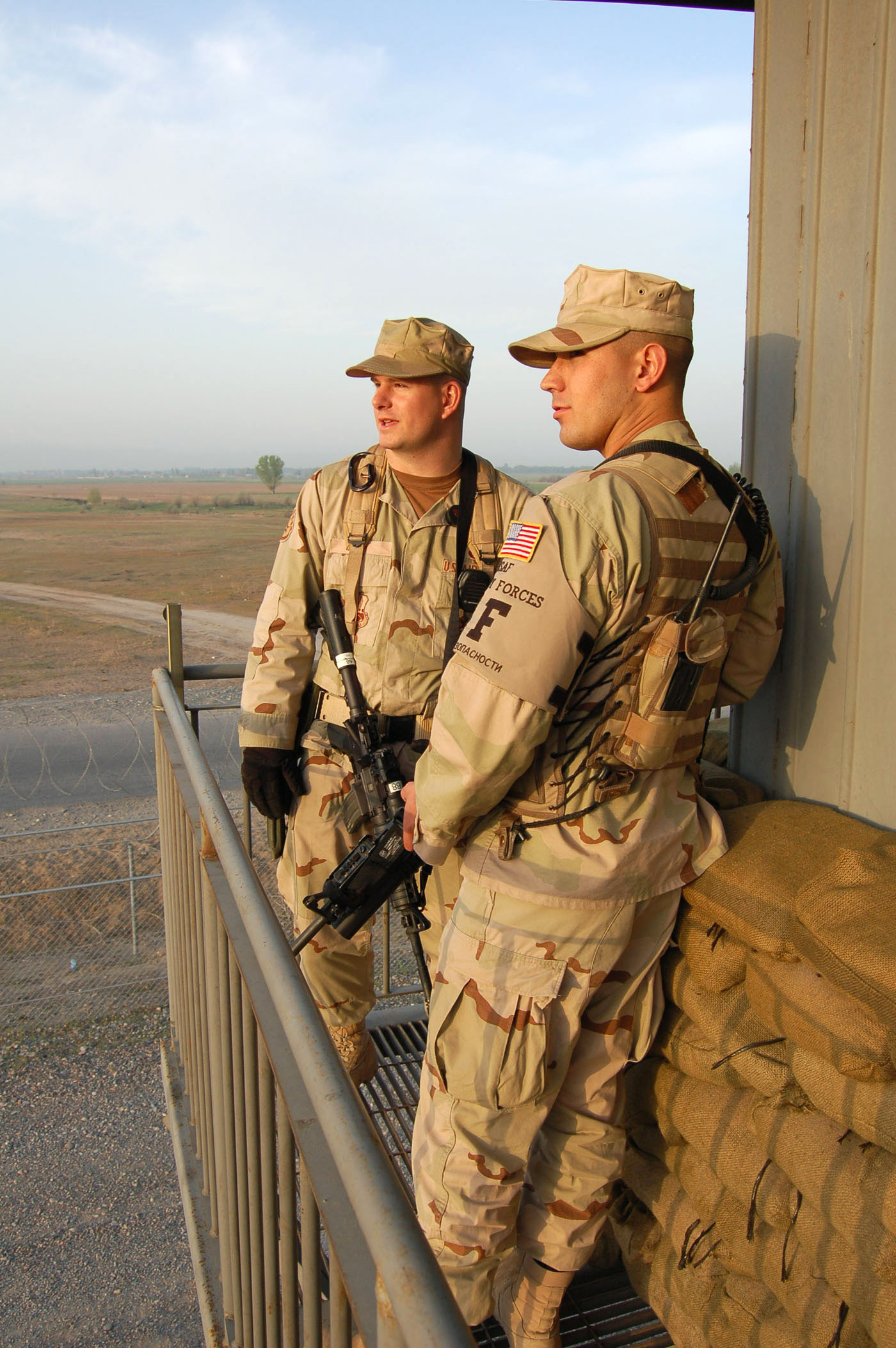
Membres des forces de sécurité de la force aérienne des États-Unis assurant la protection des installations de la base aérienne de Manas en 2006.

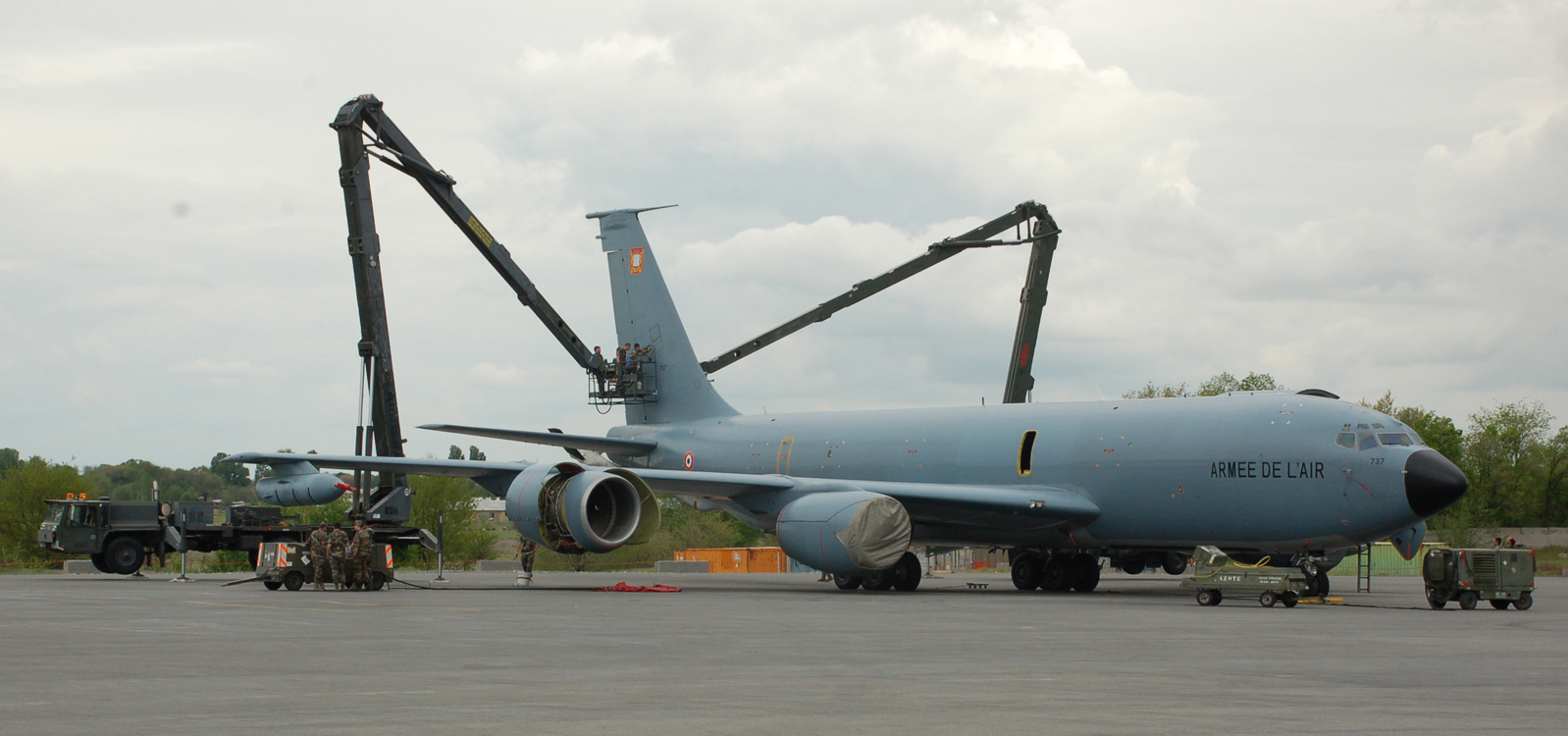
Un C-135FR de l'armée de l'air française en cours de maintenance sur la base aérienne de Manas en 2009.

À 90 minutes de vol de l'Afghanistan, la base a été ouverte par les États-Unis en décembre 2001. Elle est utilisée comme base de la 376th Air Expeditionary Wing et dépend du United States Central Command dans le cadre de la guerre en Afghanistan (1er hub aérien pour les forces de l'ISAF selon le Pentagone) . Environ 1 000 soldats américains  sont installés, ainsi que 650 contractuels. De février à l'automne 2002, la base accueille un détachement de chasseurs bombardiers français Mirage 2000D engagés sur l'Afghanistan, ainsi qu'un détachement de chasseurs F18D de l'USMC. Ces derniers y ont remplacé des chasseurs F16 européens déployés fin 2011. Des forces spéciales australiennes y étaient aussi, en 2002, dans le cadre de l'Opération Slipper.
Des avions ravitailleurs KC-135 américains y sont présents, un C-135FF français en soutien des Forces françaises en Afghanistan et des C-130 espagnols y sont également stationnés jusqu'à début octobre 2009.

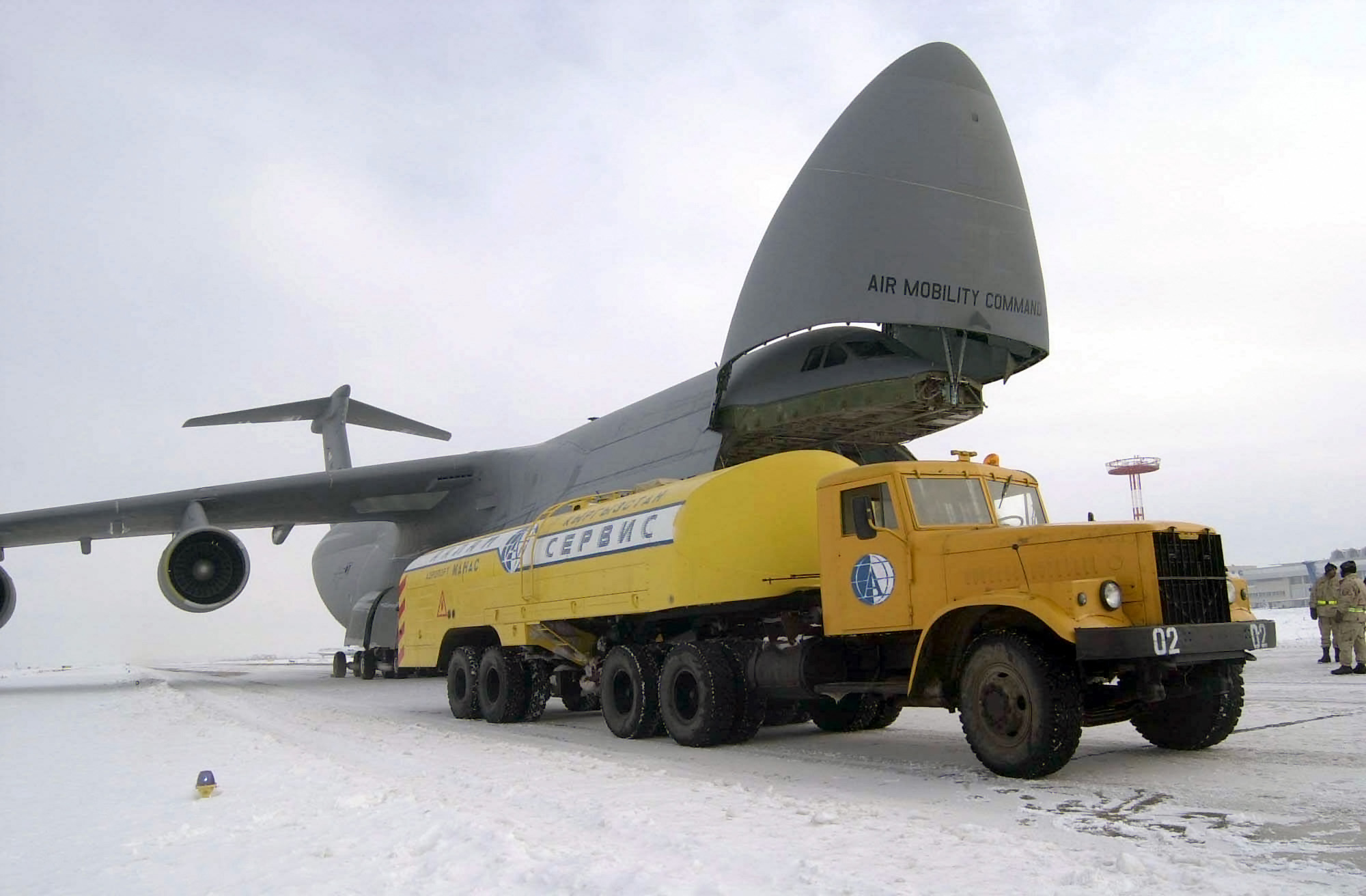
Plein de fuel d'un avion cargo C-5 Galaxy à Manas, en provenance de la base aérienne de Ramstein, en Allemagne.

Le personnel médical américain participe à l'aide humanitaire au Kirghizistan dans le cadre de l'opération Provide Hope.

## Annonce de fermeture en février 2009, nouvel accord avec les États-Unis et fermeture en 2014
Le président Kourmanbek Bakiev, au pouvoir depuis la révolution des Tulipes de 2005, a annoncé le 2 février 2009 qu'il ne renouvellerait pas le contrat avec les États-Unis, faute d'honorer leurs engagements financiers. Une bavure, ayant causé la mort d'un civil kirghize, en 2006, avait déjà poussé Bichkek à exiger la fermeture de la base, mais un accord était en cours de négociation. Le 19 février 2009, le parlement kirghize a approuvé à la quasi-unanimité la fermeture de la base.
Le 23 juin 2009, un nouvel accord a été conclu entre les États-Unis et le gouvernement kirghiz. Ratifié par le Parlement kirghize deux jours plus tard, il est promulgué par le président Bakiev le 7 juillet.  Aux termes du nouvel accord, qui renouvelle le contrat de location pour un an, le coût de celle-ci passe de 17,1 millions à 60 millions de dollars. Une somme supplémentaire de 117 millions sera accordée au gouvernement kirghize, dont 36 millions de dollars pour moderniser l'aéroport avec des installations de stockage supplémentaires et de stationnement des aéronefs, 21 millions de dollars pour la lutte contre le trafic de drogue dans le pays, et 20 millions de dollars pour le développement économique.
Le titre officiel de l'installation permet également la modification de la base dans le cadre du nouvel accord. Au lieu d'être dénommée «Base aérienne de Manas», elle devient le «Centre de transit de l'aéroport international de Manas».  Selon un porte-parole du gouvernement kirghize, l'installation aura officiellement cessé d'être une base aérienne en août 2009, après quoi son statut juridique sera modifié à un centre de logistique. En outre, la sécurité autour de la base est désormais assurée par du personnel kirghize, par opposition aux militaires américains.
La Russie a au contraire passé un accord économique et financier intéressant pour Bichkek. Depuis 2005, l'Organisation de coopération de Shanghai pressait Bichkek de fermer la base,. La Russie, qui possède la base aérienne de Kant, voyait d'un très mauvais œil la présence d'une base militaire américaine sur le territoire d'une ancienne république soviétique. Depuis la fermeture, en 2005, d'une base dans l'Ouzbékistan voisin, c'était la dernière base des États-Unis en Asie centrale.
Le 1er novembre 2011, le premier ministre Almazbek Atambaïev a déclaré vouloir que la base ferme en 2014. En 2013, on précise que sa fermeture aura lieu en juillet 2014 et en octobre 2013, les activités de transports sont transférées sur une base aérienne en Roumanie.
Les dernières troupes américaines ont finalement quitté la base en juin 2014,. La location de la base par les États-Unis s'est officiellement terminée le 11 juillet 2014.